# Пероксиредоксин-1
Пероксиредоксин-1 (англ. Peroxiredoxin 1) – білок, який кодується геном PRDX1, розташованим у людей на короткому плечі 1-ї хромосоми.  Довжина поліпептидного ланцюга білка становить 199 амінокислот, а молекулярна маса — 22 110.
| 10         |  | 20         |  | 30         |  | 40         |  | 50         |
| ---------- |  | ---------- |  | ---------- |  | ---------- |  | ---------- |
| MSSGNAKIGH |  | PAPNFKATAV |  | MPDGQFKDIS |  | LSDYKGKYVV |  | FFFYPLDFTF |
| VCPTEIIAFS |  | DRAEEFKKLN |  | CQVIGASVDS |  | HFCHLAWVNT |  | PKKQGGLGPM |
| NIPLVSDPKR |  | TIAQDYGVLK |  | ADEGISFRGL |  | FIIDDKGILR |  | QITVNDLPVG |
| RSVDETLRLV |  | QAFQFTDKHG |  | EVCPAGWKPG |  | SDTIKPDVQK |  | SKEYFSKQK  |

A: Аланін

C: Цистеїн

D: Аспарагінова кислота

E: Глутамінова кислота

F: Фенілаланін

G: Гліцин

H: Гістидин

I: Ізолейцин

K: Лізин

L: Лейцин

M: Метіонін

N: Аспарагін

P: Пролін

Q: Глутамін

R: Аргінін

S: Серин

T: Треонін

V: Валін

W: Триптофан

Цей білок за функціями належить до оксидоредуктаз, антиоксидантів, пероксидаз. 
Локалізований у цитоплазмі.